# Gouvernement Benediktsson II
République d'Islande
Jakobsdóttir II Frostadóttir
Le gouvernement Benediktsson II est le gouvernement de l'Islande du 9 avril 2024 au 21 décembre 2024, sous la 51e législature de l'Althing.
Il est dirigé par le conservateur Bjarni Benediktsson, arrivé premier des élections législatives, et repose sur une coalition de trois partis. Il succède au gouvernement Jakobsdóttir II.

## Historique du mandat
Ce gouvernement est dirigé par l'ancien Premier ministre sortant Katrín Jakobsdóttir. Il est constitué et soutenu par une coalition entre le Parti de l'indépendance (Sja), le Parti du progrès (Fram) et le Mouvement des verts et de gauche (Vg). Ensemble, ils disposent de 37 députés sur 63, soit 58,7 % des sièges de l'Althing. Il est formé à la suite de la démission de la Première ministre Katrín Jakobsdóttir.
Il succède donc au gouvernement Jakobsdóttir II, constitué et soutenu par une coalition identique.

### Formation
Le 5 avril 2024, la Première ministre Katrín Jakobsdóttir annonce son souhait de se porter candidate à l'élection présidentielle prévue le 1er juin, annonçant par la même occasion sa démission du poste de Première ministre.
Le 9 avril, la coalition au pouvoir choisit l'ancien Premier ministre Bjarni Benediktsson pour diriger le gouvernement. Il forme son gouvernement le jour même.

## Composition
- Par rapport au gouvernement Jakobsdóttir II, les nouveaux ministres sont indiqués en gras, ceux ayant changé d'attributions le sont en italique.

| Fonction                                                    | Titulaire | Titulaire                            | Parti |
| ----------------------------------------------------------- | --------- | ------------------------------------ | ----- |
| Premier ministre                                            |           | Bjarni Benediktsson                  | Sja   |
| Ministre des Finances et des Affaires économiques           |           | Sigurður Ingi Jóhannsson             | Fram  |
| Ministre de la Santé                                        |           | Willum Þór Þórsson                   | Fram  |
| Ministre des Affaires sociales et du Travail                |           | Guðmundur Ingi Guðbrandsson          | Vg    |
| Ministre de l'Alimentation, de la Pêche et de l'Agriculture |           | Bjarkey Olsen Gunnarsdóttir          | Vg    |
| Ministre de la Science, de l'Industrie et de l'Innovation   |           | Áslaug Arna Sigurbjörnsdóttir        | Sja   |
| Ministre de l'Éducation et de l'Enfance                     |           | Ásmundur Einar Daðason               | Fram  |
| Ministre du Tourisme, du Commerce et de la Culture          |           | Lilja Dögg Alfreðsdóttir             | Fram  |
| Ministre des Affaires étrangères et de la Coopération       |           | Þórdís Kolbrún Reykfjörð Gylfadóttir | Sja   |
| Ministre des Infrastructures                                |           | Svandís Svavarsdóttir                | Vg    |
| Ministre de l'Intérieur Ministre de la Justice              |           | Jón Gunnarsson                       | Sja   |
| Ministre de l'Environnement, de l'Énergie et du Climat      |           | Guðlaugur Þór Þórðarson              | Sja   |